# Périers
Pour les articles homonymes, voir Périers.
Périers est une commune française située dans le département de la Manche et la région Normandie. Lors du recensement de 2022, la commune comptait 2 355 habitants.

## Géographie

### Localisation
La commune est au nord du Pays de Coutances. Son bourg est à 10 km au sud-est de Lessay, à 16 km au nord-est de Coutances, à 18 km au sud-ouest de Carentan et à 26 km au nord-ouest de Saint-Lô.
| Millières | Gonfreville, Saint-Patrice-de-Claids | Saint-Germain-sur-Sèves                       |
| Millières | Périers                              | Saint-Sébastien-de-Raids                      |
| Millières | Vaudrimesnil                         | Saint-Martin-d'Aubigny, Saint-Aubin-du-Perron |

### Hydrographie
La commune est située dans le bassin Seine-Normandie. Elle est drainée par la Taute, la Sèves, l'Holerotte, le fossé 01 de la commune de Saint-Patrice-de-Claids et la Taute,,.
La Taute, d'une longueur de 40 km, prend sa source dans la commune de Cambernon et se jette  dans la Douve à Carentan-les-Marais, après avoir traversé 13 communes. Les caractéristiques hydrologiques de la Taute sont données par la station hydrologique située sur la commune de Saint-Sauveur-Villages. Le débit moyen mensuel est de 0,3 m3/s. Le débit moyen journalier maximum est de 3,32 m3/s, atteint lors de la crue du 26 janvier 1995. Le débit instantané maximal est quant à lui de 6 m3/s, atteint le 26 décembre 1999.

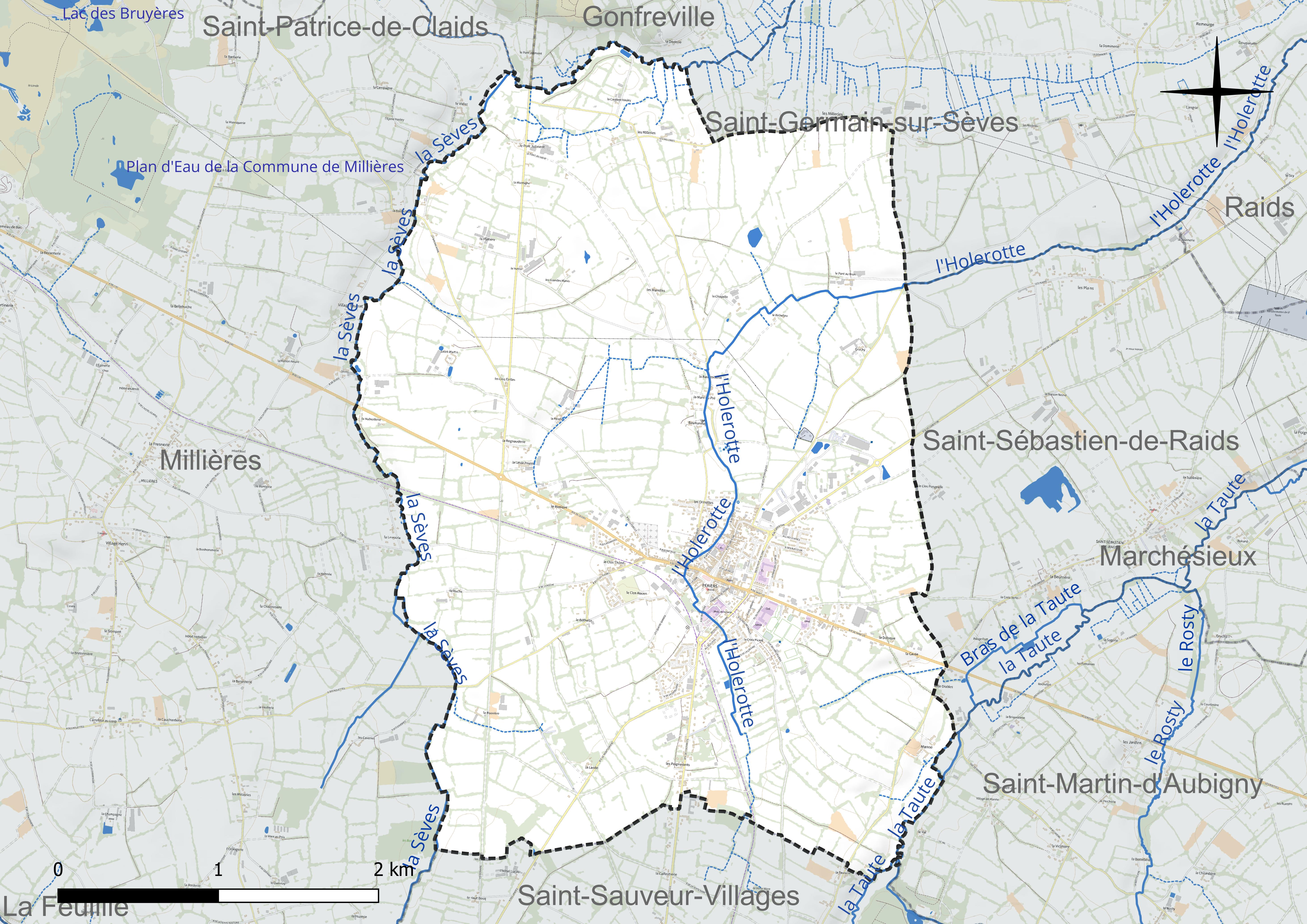
Réseau hydrographique de Périers.

La Sèves, d'une longueur de 33 km, prend sa source dans la commune de Muneville-le-Bingard et se jette  dans la Douve en limite de Auvers et de Carentan-les-Marais, après avoir traversé 15 communes. 
L'Holerotte, d'une longueur de 12 km, prend sa source dans la commune de Saint-Sauveur-Villages et se jette  dans la Sèves en limite de Saint-Germain-sur-Sèves et de Terre-et-Marais, après avoir traversé sept communes. 

### Climat
Pour des articles plus généraux, voir Climat de la Normandie et Climat de la Manche.
En 2010, le climat de la commune est de type climat océanique franc, selon une étude du CNRS s'appuyant sur une série de données couvrant la période 1971-2000. En 2020, Météo-France publie une typologie des climats de la France métropolitaine dans laquelle la commune est exposée à un climat océanique et est dans la région climatique  Normandie (Cotentin, Orne), caractérisée par une pluviométrie relativement élevée (850 mm/a) et un été frais (15,5 °C) et venté. Parallèlement le GIEC normand, un groupe régional d’experts sur le climat, différencie quant à lui, dans une étude de 2020, trois grands types de climats pour la région Normandie, nuancés à une échelle plus fine par les facteurs géographiques locaux. La commune est, selon ce zonage, exposée à un « climat maritime », correspondant au Cotentin et à l'ouest du département de la Manche, frais, humide et pluvieux, où les contrastes pluviométrique et thermique sont parfois très prononcés en quelques kilomètres quand le relief est marqué.
Pour la période 1971-2000, la température annuelle moyenne est de 11,2 °C, avec une amplitude thermique annuelle de 11,2 °C. Le cumul annuel moyen de précipitations est de 876 mm, avec 13,7 jours de précipitations en janvier et 7,4 jours en juillet. Pour la période 1991-2020, la température moyenne annuelle observée sur la station météorologique la plus proche, située sur la commune de Coutances à 16 km à vol d'oiseau, est de 11,7 °C et le cumul annuel moyen de précipitations est de 1 092,8 mm,. Pour l'avenir, les paramètres climatiques de la commune estimés pour 2050 selon différents scénarios d’émission de gaz à effet de serre sont consultables sur un site dédié publié par Météo-France en novembre 2022.

## Urbanisme

### Typologie
Au 1er janvier 2024, Périers est catégorisée bourg rural, selon la nouvelle grille communale de densité à sept niveaux définie par l'Insee en 2022. Elle appartient à l'unité urbaine de Périers, une unité urbaine monocommunale constituant une ville isolée,. La commune est en outre hors attraction des villes,.

### Occupation des sols
L'occupation des sols de la commune, telle qu'elle ressort de la base de données européenne d’occupation biophysique des sols Corine Land Cover (CLC), est marquée par l'importance des territoires agricoles (88,2 % en 2018), en diminution par rapport à 1990 (90,2 %). La répartition détaillée en 2018 est la suivante : zones agricoles hétérogènes (48 %), prairies (37,6 %), zones urbanisées (7,6 %), zones industrielles ou commerciales et réseaux de communication (4,2 %), terres arables (2,6 %). L'évolution de l’occupation des sols de la commune et de ses infrastructures peut être observée sur les différentes représentations cartographiques du territoire : la carte de Cassini (XVIIIe siècle), la carte d'état-major (1820-1866) et les cartes ou photos aériennes de l'IGN pour la période actuelle (1950 à aujourd'hui).

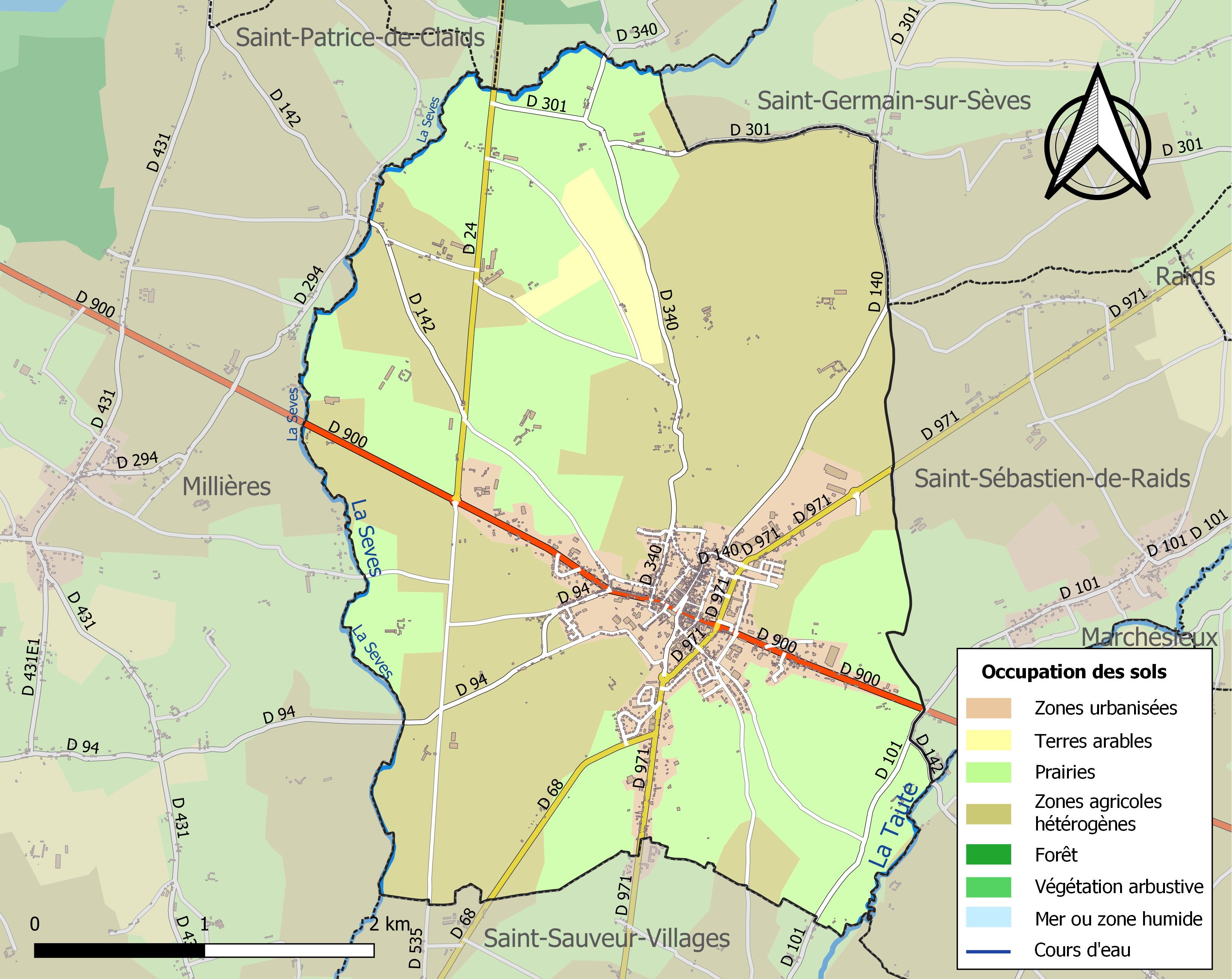
Carte des infrastructures et de l'occupation des sols de la commune en 2018 (CLC).

## Toponymie
Le nom de la localité est attesté sous les formes Periers en 962 et 996, Perers en 1159 et 1181, de Piris vers 1245.
Ce toponyme est le pluriel d'une forme dialectale du français poirier, issu du bas latin pirarius.
Le gentilé est Prisiais.

## Histoire
Périers s'est établi sur une voie romaine. Le domaine avait le titre de baronnie et appartenait à l'abbaye de Saint-Taurin d’Évreux.
En 1256, Raoul de Grosparmy, évêque d'Évreux puis cardinal, accueillit le roi Saint Louis à Périers.
Louis XIV engagea le bailliage et vicomté de Périers au comte de Toulouse, Louis-Alexandre de Bourbon,.
Le bourg est détruit en 1944.
L'affaire criminelle Blanche Hébert, un terrible fait divers, s'est déroulée à Périers le 7 mars 1955.

### Héraldique
| Blason de Périers | Blason  | D'argent au poirier arraché de sinople et fruité de gueules accompagné de deux lions de sable, l'un en chef à senestre, l'autre contourné en pointe à dextre, à la bande d'azur chargée de trois molettes d'éperon d'or posées à plomb brochant sur le tout et à la trangle de gueules brochant en pointe sur la bande. |
| Blason de Périers | Détails | |

## Politique et administration

### Liste des maires
Le conseil municipal est composé de dix-neuf membres dont le maire et cinq adjoints.

## Démographie
L'évolution du nombre d'habitants est connue à travers les recensements de la population effectués dans la commune depuis 1793. Pour les communes de moins de 10 000 habitants, une enquête de recensement portant sur toute la population est réalisée tous les cinq ans, les populations de référence des années intermédiaires étant quant à elles estimées par interpolation ou extrapolation. Pour la commune, le premier recensement exhaustif entrant dans le cadre du nouveau dispositif a été réalisé en 2007.
En 2022, la commune comptait 2 355 habitants, en évolution de +2,35 % par rapport à 2016 (Manche : −0,31 %, France hors Mayotte : +2,11 %).
Périers a compté jusqu'à 2 902 habitants en 1806.
| 1793  | 1800  | 1806  | 1821  | 1831  | 1836  | 1841  | 1846  | 1851  |
| ----- | ----- | ----- | ----- | ----- | ----- | ----- | ----- | ----- |
| 2 473 | 2 557 | 2 902 | 2 642 | 2 605 | 2 640 | 2 856 | 2 880 | 2 901 |

| 1856  | 1861  | 1866  | 1872  | 1876  | 1881  | 1886  | 1891  | 1896  |
| ----- | ----- | ----- | ----- | ----- | ----- | ----- | ----- | ----- |
| 2 856 | 2 794 | 2 704 | 2 515 | 2 615 | 2 652 | 2 644 | 2 689 | 2 720 |

| 1901  | 1906  | 1911  | 1921  | 1926  | 1931  | 1936  | 1946  | 1954  |
| ----- | ----- | ----- | ----- | ----- | ----- | ----- | ----- | ----- |
| 2 622 | 2 465 | 2 453 | 2 146 | 2 152 | 2 202 | 2 285 | 1 809 | 2 543 |

| 1962  | 1968  | 1975  | 1982  | 1990  | 1999  | 2006  | 2007  | 2012  |
| ----- | ----- | ----- | ----- | ----- | ----- | ----- | ----- | ----- |
| 2 464 | 2 586 | 2 712 | 2 741 | 2 566 | 2 553 | 2 450 | 2 437 | 2 355 |

| 2017  | 2022  | - | - | - | - | - | - | - |
| ----- | ----- | - | - | - | - | - | - | - |
| 2 259 | 2 355 | - | - | - | - | - | - | - |

## Économie
La commune se situe dans la zone géographique des appellations d'origine protégée (AOP) Beurre d'Isigny et Crème d'Isigny.

## Lieux et monuments
- Église Saint-Pierre-et-Saint-Paul des XIIIe, XIVe, XVe – XXe siècle, classée aux monuments historiques par liste de 1862[39], avec clocher en pierre avec la tour de guet et avant-porche latéral Renaissance. Très endommagée en 1944 et restaurée à l'identique de 1955 à 1960 par l'architecte Yves-Marie Froidevaux, elle abrite de nombreux meubles et objets liturgiques classés au titre objet dont un tableau la remise du scapulaire à saint Simon Stock du XVIIe[40],[41].
- Hôtel de ville (1875).
- Maison Tollemer, en centre-ville. La maison bourgeoise et le parc furent achetés par la mairie qui lui donna le nom du vicaire qui en 1944 s'est beaucoup dépensé pour aider la population.
- Les Quatre Braves, sculpture de Patrick Cottencin en l'honneur de la 90e division d'infanterie américaine, inaugurée en juin 2000.
- La voie de la Liberté 1944 : une borne est sur le territoire.
- Manoir de Basmaresq des XVe, XVIIe – XIXe siècles.

Pour mémoire
- Prieuré dépendant de l'abbaye Saint-Taurin d'Évreux.
- Moulin de Manne, mentionné sur la carte de Cassini. En 1394, Louis d'Orléans le donna à Jehan de La Hézardière[42].

## Activité et manifestations

### Jumelage
- Bastogne (Belgique) depuis 2006.
- Bad Fallingbostel (Allemagne) depuis 1989.
- Vrbovec (Croatie) depuis 2010.

### Sport
Périers Sport fait évoluer trois équipes de football en divisions de district.

## Périers dans les arts
Cinéma : dans le film Il faut sauver le soldat Ryan (1998), une pancarte de direction, visible dans le village fictif de Ramelle, indique que Périers se situe à seulement sept kilomètres à l'ouest dudit village.

## Personnalités liées à la commune
- Raoul de Grosparmy (Périers, 1202 - 1270), chancelier de Saint Louis, cardinal, mort de la peste à Tunis avec le roi.
- Pierre Le Menuet de La Jugannière (Vaudrimesnil ou Périers, 1746 - 1835), magistrat et homme politique.
- Jacques Euvremer (Périers, 1759 - Périers, 1799), homme politique, député de la Manche de 1791 à 1792.
- Jacques-Pierre Avril (1770 - Périers, 1859), juge de paix à Périers et homme politique.
- Frédéric Rihouet (Périers, 1795 - 1822), homme politique, député de la Manche de 1831 à 1834 et de 1839 à 1848.
- Jules d'Auxais (1818-1881), sénateur de la Manche de 1876 à 1879.
- Mère Benjamin Le Noël de Groussy (Périers, 1821 - 1884 à Saïgon), célèbre supérieure des Sœurs de Saint-Paul de Chartres en Asie.
- Eugène d'Halwin de Piennes (Périers, 1825 - 1911), diplomate, chambellan d'Eugénie de Montijo.
- Alfred Regnault (Périers, 1843 - Périers, 1923), homme politique.
- Maurice Marland (1888-1944), résistant, brièvement professeur/instituteur à Périers.
- Robert Schmitt, (1908 - Périers, 1966), vice-président de l'Assemblée de l'Union française, conseiller général de la Manche, maire de Périers.
- Jacques Lemarinel (1923-1944), officier de la 1re DFL, compagnon de la Libération, mort pour la France le 18 juin 1944 à Fonte Vetriana près de Sienne.
- Henry Delisle (Périers, 1938 - 2022), député du Calvados, maire de Mézidon-Canon.
- Alain Cousin (Périers, 1947 -), député de la Manche.
- Jean-Yves Cousin (Périers, 1949 - ), député du Calvados, maire de Vire.